# Anortosit

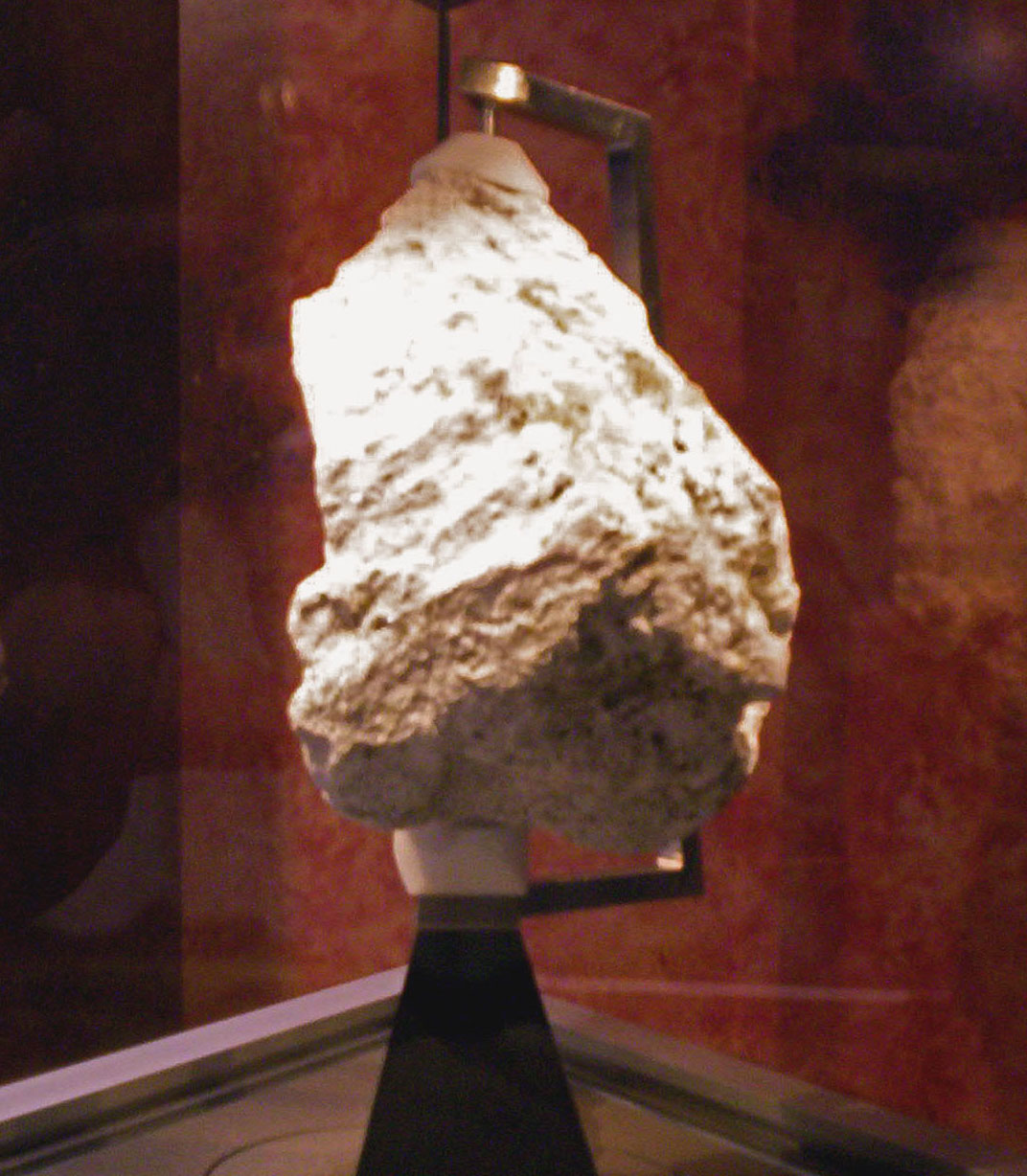
Anortosit funnen på månen (Apollo 16).

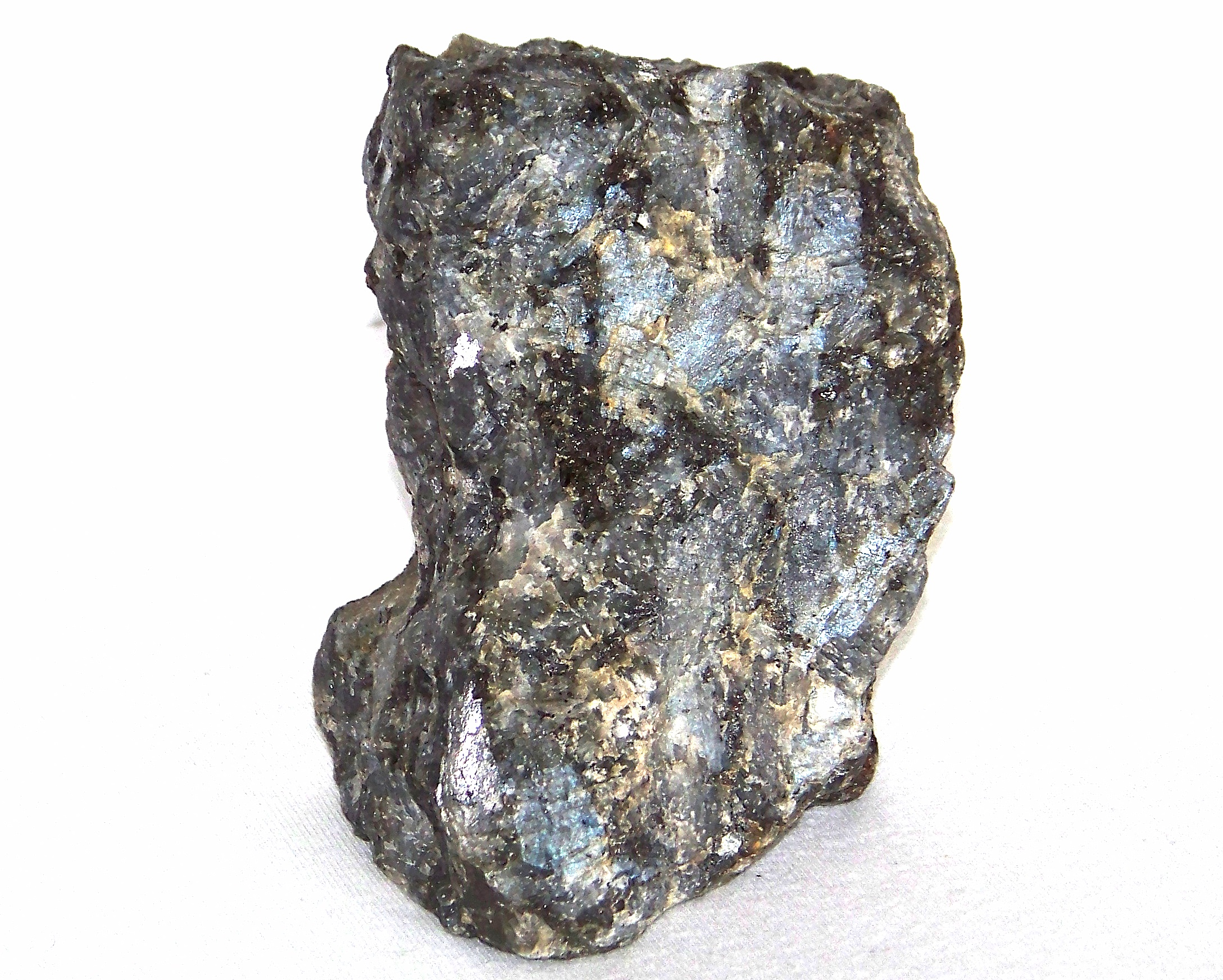
Anortosit från Polen

Anortosit, eller ibland labradorsten, är en magmatisk, intrusiv djupbergart, som till mer än 90 % är uppbyggd av fältspat (plagioklas). Också pyroxen samt mindre mängder av oxider som magnetit, ilmenit och olivin förekommer..

## Egenskaper
Bergartens kornstorlek är 1 – 5 mm, ofta större.
Fältspatinnehållet ger oftast anortositen en ljus, vit till grå eller ibland grågrön färg.

## Förekomst
Bergarten förekommer förekommer främst som kristallisation i lagrade basiska intrusioner (kumulat). Den kan delas in i två typer, den proterozoiska och den arkeiska. De två typerna har olika förekomst och tros ha haft olika ursprung begränsat till olika perioder i Jordens historia.
Större förekomster av anortosit finns i norra Labrador i Kanada.
I trakten av Nordingrå i Ångermanland finns de största kända förekomsterna i Sverige.
Anortosit har också hittats på månen och i meteoriter. Lunar-anortositer utgör de ljusa delarna av månens yta och har varit föremål för mycket forskning. Spektrografiska undersökningar tyder på att bergarten även förekommer på planeterna Mars och Venus.